# PW-Sat
PW-Sat es una serie de satélites que incluye el primer satélite artificial polaco que se lanzó el 13 de febrero de 2012 desde ELA-1 en el Centro Espacial de Guayana a bordo del vehículo de lanzamiento Vega de fabricación italiana durante su viaje inaugural. La misión de PW-Sat1 era probar células solares elásticas experimentales, así como una tecnología de desintegración orbital que consiste en una "cola" diseñada para acelerar la reentrada. Se esperaba que durara 1 año.
PW-Sat1 era un tipo de satélite CubeSat construido por la Facultad de Energía e Ingeniería Aeronáutica de la Universidad Tecnológica de Varsovia en cooperación con el Centro de Investigación Espacial de la Academia de Ciencias de Polonia.

## Carga útil
Los experimentos en carga útil fueron 3:
- LEONIDAS: vela desplegada montada en el esqueleto hecho del material con memoria de forma, que permite probar el demostrador de tecnología de deorbit utilizando una estructura desplegable.[3]
- GADGET: repetidor APRS en satélite, que funciona en la banda UHF (frecuencia de 437 MHz), lo que permite probar la recopilación de datos en una red terrestre distribuida. Después de la redefinición del concepto de arquitectura del sistema, este subsistema se ha incorporado al C&CS de la plataforma.[3]
- OBC (computadora de a bordo): OBC se consideró para el concepto inicial de PW-Sat como una carga útil adicional, lo que permite probar su comportamiento en el espacio.[3]

1. ↑  «PW-Sat, Poland's first satellite launched into orbit». www.spacedaily.com. Archivado desde el original el 12 de septiembre de 2012. Consultado el 28 de enero de 2019.
2. ↑  esa. «Meet the teams: PW-Sat». European Space Agency (en inglés británico). Consultado el 28 de enero de 2019.
3. 1 2 3  «PW-Sat - eoPortal Directory - Satellite Missions». earth.esa.int. Consultado el 28 de enero de 2019.